# Holubinka bílá
Holubinka bílá nebo také holubinka bezmléčná (Russula delica Fr.) je nejedlá, houba z čeledi holubinkovitých. Za nejedlou je považována díky své nepříjemné chuti.
Zejména staré plodnice mohou být hostiteli parazitické houby rovetky cizopasné (Asterophora parasitica (Bull. ex Fr.) Sing.)

## Synonyma
- Agaricus exsuccus (Pers.) anon.
- Lactarius exsuccus (Pers.) W.G.Sm.
- Lactarius piperatus var. exsuccus Pers. 1800
- Lactarius piperatus ß exsuccus Pers.
- Lactifluus exsuccus (J. Otto) Kuntze
- Russula delica f. flavispora (Romagn.) anon. ined.

## Vzhled

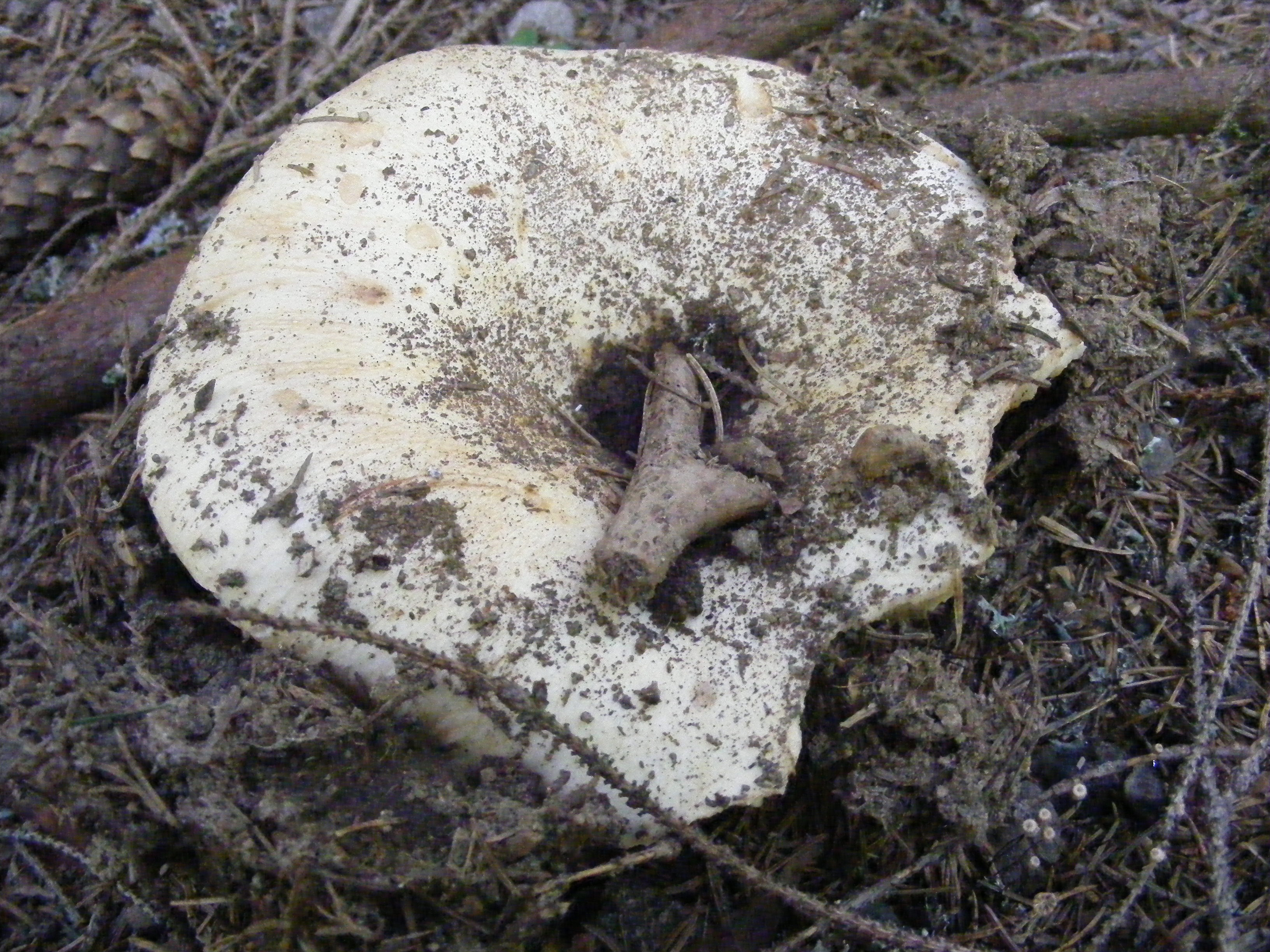
Klobouk je v dospělosti nažloutlý a rezavě skvrnitý

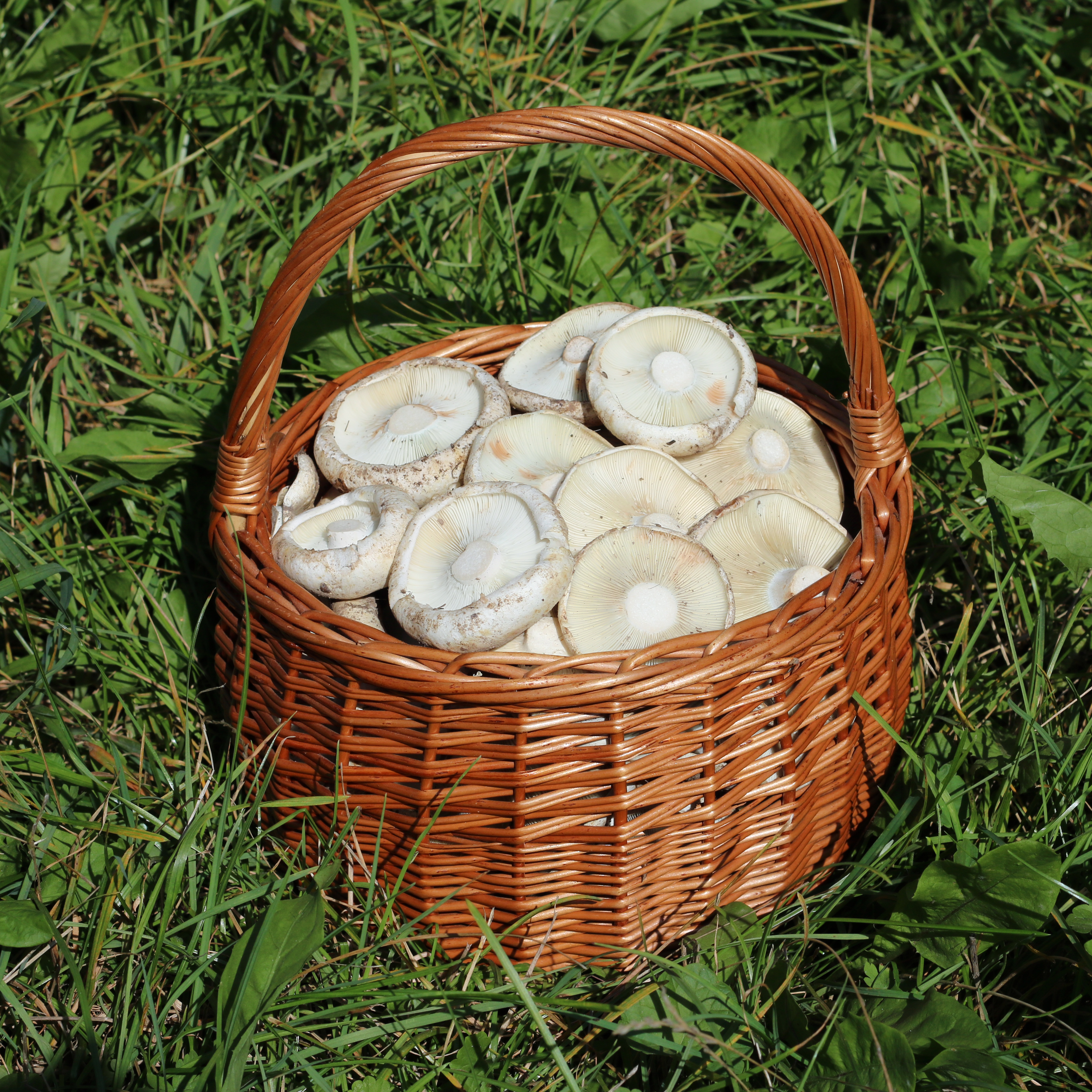

### Makroskopický
Klobouk má v průměru 5-14 cm, masitý, v mládí téměř polokulovitý, poté klenutý a s nápadně podvinutým okrajem, v dospělosti a ve stáří uprostřed je hluboce prohloubený, na okraji stále podvinutý a i v dospělosti hladký, nerýhovaný, často nepravidelně zprohýbaný. V mládí je čistě bílý, pak většinou nažloutlý a rezavě skvrnitý. Pokožka klobouku je neslupitelná.
Lupeny jsou husté, čistě bílé, často s modrozeleným nádechem, v dospělosti na ostří okrové až hnědavé, husté a poměrně tenké a úzké (5-9 mm). Poraněním a po zaschnutí zelenají.
Třeň je 25-60 mm dlouhý a 15-30 mm široký, válcovitý, dolů většinou zúžený, tuhý, plný. Barva je v mládí bílá, později s okrovými skvrnami. V místě připojení lupenů je třeň obvykle se zřetelným, světle modrozeleným kroužkem.
Dužnina je bílá, zasycháním hnědne. Chuť je ve třeni obyčejně mírná, v lupenech ostrá a nepříjemná. Vůně ovocná, slabě po rybách.

### Mikroskopický

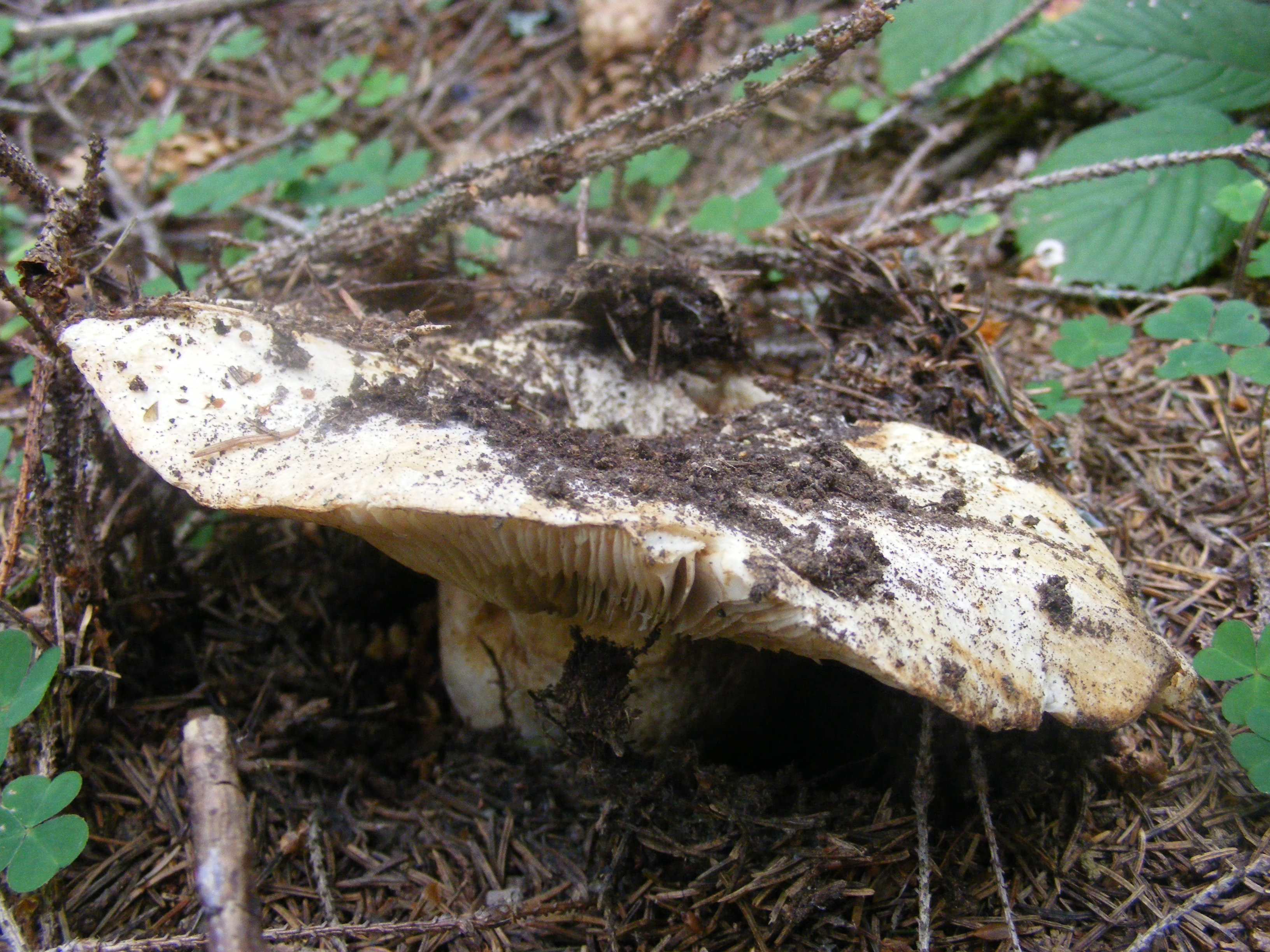
Stará plodnice

Výtrusy jsou 9-12 x 8-10 μm velké. Výtrusný prach je bledě smetanový.

## Výskyt
Holubinka bílá roste v srpnu až září ve všech lesích, zvláště pak listnatých, na půdách všech typů. Je rozšířená v celém mírném pásmu severní polokoule.

## Nejčastější záměny
Holubinka bílá je nejvíce podobná bílým ryzcům (ryzec peprný, ryzec plstnatý) od kterých je však snadno rozeznatelná absencí mléka.